# Eucoila
Eucoila is een geslacht van vliesvleugelige insecten van de familie Figitidae.

## Soorten
- E. bimaculata (Kieffer, 1901)
- E. crassinerva Westwood, 1833
- E. decipiens Forster, 1855
- E. effluens Vollenhoven, 1869
- E. floralis Dahlbom, 1846
- E. hyalinata Hedicke, 1928
- E. maculata (Hartig, 1840)